# Aeródromo de Troll

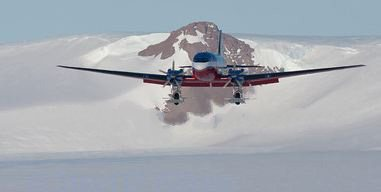
Basler BT-67 aterrizando en el aeródromo

El aeródromo de Troll (en noruego: Troll lufthavn, en inglés: Troll Airfield) es un aeródromo perteneciente a Noruega y situado en la Antártida, a 6,8 km de la Base Troll y a 235 km de la costa de la Princesa Marta, en la Tierra de la Reina Maud. El propietario y operador es el Instituto Polar Noruego. Consiste de una pista de hielo azul de 3300 m de largo y 100 m de ancho sobre la calota Antártica, y a 1232 m s. n. m.
El aeródromo fue abierto en 2005 y sirve como centro del Dronning Maud Land Air Network (DROMLAN), una cooperación multinacional que usa el Aeródromo de Troll para proveer tráfico intercontinental a la Antártida y conectar a varias estaciones de investigación. Los vuelos intercontinentales normalmente operan desde el Aeropuerto Internacional de Ciudad del Cabo usando Ilyushin Il-76, Lockheed C-130 Hercules, Lockheed P-3 Orion y aviones similares de largo alcance. Los servicios de conexión con otras bases son normalmente realizados con aviones Basler BT-67, De Havilland DHC-6/300 Twin Otter, Dornier Do 228, y helicópteros.

## Instalaciones
El aeródromo de Troll tiene una larga pista de hielo azul, es decir que no acumula nieve sobre ella, lo que permite su uso por cualquier avión que sirva a la Antártida. No hay un sistema de aterrizaje instrumental (ILS), por lo que en su lugar se usan reglas de vuelo visual (VFR). No hay edificios ni estructuras en el aeródromo, aunque algunos servicios son provisto desde la Base Troll. La asistencia en tierra, incluyendo el suministro de combustible Jet A-1 es proporcionada por el equipo de la Base Troll. Ese equipo también suministra servicios, tales como para casos de rescate o incendio, las comunicaciones y el alojamiento para la tripulación de los aviones atrapados por el mal clima. El aeródromo debe seguir el Protocolo sobre Protección del Medio Ambiente del Tratado Antártico. Esto incluye el almacenamiento de todo el combustible en barriles y tanques de gran tamaño colocados en las esteras especiales que absorben los líquidos, para evitar derrames. También hay equipos y planes para el manejo de derrames, en caso de producirse. Todos los residuos se transportan fuera de la Antártida.
El aeródromo tiene un clima frío y seco, ya que se encuentra en un desierto. La temperatura media anual es -25 °C, y las temperaturas del verano pueden aproximarse a 0 °C. La más baja durante el invierno es -50 °C. En las tormentas, que pueden ocurrir durante todo el año, de vez en cuando pueden hacer las actividades al aire libre imposibles. Debido a que se encuentra al sur de la círculo polar antártico, Troll tiene el sol de medianoche en el verano y la noche polar durante el invierno.

## Servicios
El DROMLAN es un proyecto coordinado entre once países con bases en la Tierra de la Reina Maud para crear un servicio de logística coordinada para reducir costos. Los países participantes son: Bélgica, Finlandia, Alemania, India, Japón, Países Bajos, Noruega, Rusia, Sudáfrica, Suecia, y el Reino Unido. El servicio es operado usando aviones rusos Ilyushin 76, noruegos y suecos C-130 Hercules y noruegos P-3 Orion, también ocasionalmente llegan otros tipos de aviones. Los vuelos operan desde el Aeropuerto Internacional de Ciudad del Cabo en Sudáfrica, con un tiempo de vuelo de 9 horas para los C-130, y de 5 horas y media para los Il-76.
Servicios de enlace a otras estaciones de investigación son operados por dos Basler BT-67 (DC-3/C-47 convertidos), operados por la compañía sudafricana Antarctic Logistics Centre International u otros operadores. Estos servicios son operados a Aboa (finesa), Domo Fuji (japonesa), Halley (británica), Kohnen (alemana), Maitri (india), Neumayer III (alemana), Novolázarevskaya (rusa), Princesa Isabel (belga), SANAE IV (sudafricana), Syowa (japonesa), Tor (noruega), y Wasa (sueca). En la temporada estival 2007–2008 720 personas fueron transportadas a la Antártida vía DROMLAN. El aeródromo no está abierto para vuelos comerciales u otros privados.

## Historia
Durante el planeamiento de la Base Troll, que fue abierta en 1990, se decidió que la base estuviera localizada en un lugar que permitiera tener una pista aérea abierta durante todo el año. Jutulsessen fue elegido como esa localización, en parte porque tiene un nunatak en donde basar la estación científica, y a la vez también porque está cerca de un campo de hielo azul para la pista. En ese momento, todas las cargas y pasajeros para Troll tuvieron que transportarse por barco, o vía al aeródromo de la base rusa Novolázarevskaya o a los nunataks Henriksen.
A fines de la década de 1990 el Instituto Polar Noruego tomó la iniciativa para establecer el DROMLAN en cooperación con otros diez países que operan instalaciones en la Tierra de la Reina Maud. El 5 de enero de 2001 una prueba de vuelo fue realizada con representantes de ocho países hacia los nunataks Henriksen. Desde allí, un DHC-6/300 Twin Otter, Basler BT-67 y un helicóptero fueron usados para distribuir los pasajeros y suministros a las varias bases. Además, para evaluar el Aeródromo de Novolázarevskaya, una evaluación fue realizada en Troll en enero de 2002. Se utilizó el modelo de base central durante los veranos de 2001 y 2002, operado por la compañía sudafricana Antarctic Logistics Centre International.
Para construir un aeródromo permanente en Troll, el Instituto Polar Noruego compró un snow groomer (vehículo alisador) y un vehículo oruga con una snow blower (removedor de nieve), para dejar la superficie del hielo plana. Las obras se organizaron con una GPS basado en láser. En el transcurso de la temporada 2002, 2500 m de la pista habían sido construidos. Esto incluía la eliminación de rocas de la superficie y de las grietas. La construcción también incluyó las instalaciones terrestres necesarias, como un servicio para incendios y salvamentos, comunicaciones, asistencia en tierra y las instalaciones en la Base Troll para alojar a las tripulaciones varadas por el mal clima. La construcción significó el movimiento de 70 000 m³ de hielo y nieve.
El Aeródromo Troll fue abierto el 11 de febrero de 2005 por la reina Sonia de Noruega y la nueva base le siguió al día siguiente. Al principio, Antonov An-2, DHC-6/300 Twin Otters, Dorniers 228 y pequeños aviones fueron usados para los servicios. Posteriormente, dos Basler BT-67, operados por Antarctic Logistics Centre International, fueron puestos en uso. La cooperación ha dado lugar a la disponibilidad de aeronaves de mayor tamaño más adecuadas para la investigación, a través de operaciones coordinadas de búsqueda y rescate entre los países participantes. El 19 de enero de 2008 el aeródromo fue visitado por el primer ministro de Noruega Jens Stoltenberg.